# OGLE-2006-BLG-109L c
OGLE-2006-BLG-109L c (OGLE-06-109L c) – planeta pozasłoneczna typu gazowy olbrzym orbitująca wokół gwiazdy OGLE-2006-BLG-109L. Układ planetarny OGLE-2006-BLG-109L został odkryty przez polskich naukowców metodą mikrosoczewkowania grawitacyjnego w ramach programu OGLE.

## Właściwości fizyczne
Masa OGLE-2006-BLG-109L c wynosi około 0,27 masy Jowisza, przeciętna odległość od gwiazdy wynosi około 4,5 j.a., okres orbitalny wynosi około 13,5 roku, inklinacja 64°, mimośród 0,15.